# (6669) Obi
(6669) Obi est un astéroïde de la ceinture principale.

## Description
(6669) Obi est un astéroïde de la ceinture principale. Il fut découvert le 5 mai 1994 à l'observatoire de Kitami par Kin Endate et Kazuro Watanabe. Il présente une orbite caractérisée par un demi-grand axe de 2,20 UA, une excentricité de 0,21 et une inclinaison de 6,2° par rapport à l'écliptique.

## Compléments